# Radonice (Mazovia)
Radonice [pronunciación en polaco: /radɔˈnit͡sɛ/] es un pueblo en el distrito administrativo de Gmina Błonie, dentro del Distrito de Varsovia Occidental, Voivodato de Mazovia, en el centro-este de Polonia. Se encuentra aproximadamente 4 kilómetros al sur de Błonie, 15 kilómetros al oeste de Ożarów Mazowiecki, y 28 kilómetros al oeste de Varsovia, la capital nacional.